# Акулячий торнадо 5: Глобальне роїння
«Акулячий торнадо 5: Глобальне роїння» (англ. Sharknado 5: Global Swarming) — американський науково-фантастичний фільм 2017 року кіностудії «The Asylum». П'ята стрічка з франшизи «Акулячий торнадо».

## Сюжет
Події фільму знову обертаються навколо сім'ї Шепард. Фін приїжджає разом із дружиною Ейпріл і сином Гілом в Лондон. Там мисливцеві за акулами належить побувати на терміновій нараді НАТО. Але плани швидко змінюються, коли на зв'язок з Фіном виходить Нова Кларк. У печері під Стоунхенджем вона знайшла докази того, що люди споконвіку періодично страждають від акулячих торнадо. Фін швидко прибуває до Нови, і разом вони вирушають, щоб детальніше дослідити місце. У печері вони знаходять артефакт, взявши який викликають потужний акулячий торнадо. На цей раз стихія сильніша, ніж в попередні рази. До того ж торнадо починає рухатися в напрямку Лондона. Фін переживає за сім'ю і вирушає до британської столиці. Незабаром мисливець возз'єднується з дружиною і сином, але борг для нього понад усе, а тому, залишивши Гіла на Нову, він вступає в боротьбу з хижаками. Тим часом хлопчик опиняється в епіцентрі торнадо, і його забирає вітер. Фін налаштований врятувати сина, тим більше на Гілі надітий спеціально розроблений шолом, який гарантує безпеку того, хто знаходиться в серці стихії. Тепер Шепарду-старшому належить знайти спосіб, як потрапити в торнадо, що кишить лютими акулами.

## У ролях
| Актор              | Роль                 |
| ------------------ | -------------------- |
| Ян Зірінг          | Фін Шепард           |
| Тара Рід           | Ейпріл Шепард        |
| Кессі Сербо        | Нова Кларк           |
| Біллі Берретт      | Гіл Шепард           |
| Дольф Лундгрен     | Гіл Шепард (озвучка) |
| Коді Лінлі         | Метт Шепард          |
| Масіела Луша       | Джеміні              |
| Бай Лін            | Міра                 |
| Клей Ейкен         | Левелін              |
| Саманта Фокс       | пані Мур             |
| Олівія Ньютон-Джон | Оріон                |
| Кейт Ґерравей      | себе                 |
| Том Дейлі          | себе                 |
| Саша Коен          | себе                 |
| Ґас Кенворді       | Скір                 |
| Тоні Гок           | себе                 |